# Felsőbbrendű rákok
A felsőbbrendű rákok vagy magasabbrendű rákok az ízeltlábúak (Arthropoda) törzsében a rákok (Crustacea) altörzsének egyik osztálya. Ebbe az osztályba tartozik a rákok mintegy kétharmada, köztük a legkisebb és legnagyobb fajok.

## Megjelenésük, felépítésük

Testüket kitinből és mészből álló páncél borítja; ahogy növekszik, a rák ezt a páncélt többször levedli. Az új páncél mindig a gyomorban található mészből képződik újra. A rák páncéljában kétféle színező anyag fordul elő: kék és piros. A kék festék meleg hatására elbomlik, ezért a főtt rákok pirosak.
A rák teste két részből áll: fejtorból és potrohból. A fejtoron növő két pár ízelt csáp rövidebbike villásan elágazik, a hosszabbik pedig általában hátracsapódik. A fejtor hasi oldalán található a rák szájnyílása, erős állkapoccsal. Ugyancsak a hasán nő az 5 pár, nem egyforma ízelt láb is. Az első pár láb ollóban végződik. A potroh sokkal keskenyebb a fejtornál, és hét szelvényből áll, minden szelvényben erős izmokkal. Az első öt szelvény hasi oldalán 1-1 pár egyszerű lábacska nő ún.( potrohlábak). Az utolsó két szelvény hosszanti irányban ellaposodott, a rák ezekkel úszik.

## Életmódjuk, élőhelyük

### Vedlés
A rákoknál és általában a „páncéllal” rendelkező fajoknál a növekedés sokkal több problémával jár mint, mint emlős társaiknál. Mivel a páncél merev, ezért az nem tud folyamatosan együtt nőni az állat belső szerveivel, ezért időnként be kell következzék a vedlés. A szervezet ugyanis a páncélba van zárva, és mikor elér egy bizonyos nagyságot, a páncél egy szegély vagy varrat mentén felszakad, így biztosítani tudja, hogy az új páncél képződni tudjon. Amikor eljön a csere ideje (az alsó páncél már szinte teljesen kifejlődött), a régi páncél végleg leválik a testről. Viszont mivel az új páncél még puha, nem szilárdult meg, ezért a rák vízzel vagy levegővel felduzzasztja, hogy kissé nagy legyen a test fejlettségi szintjéhez, így biztosítja azt, hogy ismét tudjon nőni az állat.

### Légzés
A fejtor két oldalán a páncél kissé eltávolodik a testtől, az így kialakult üreg a kopoltyú. Ahogy a víz áthalad a kopoltyún, az kiszűri az oxigént a vízből.

### Helyváltoztatás
Amikor a rák úszik, behajlítja a potrohát és a farokúszójával a hasa alá hajtja a vizet. Ez által előre hajtja a vizet, miközben a rák teste hátrafelé mozdul el. A mederfenéken a fejtor hasi oldalán levő 4 pár lábán jár (az első lábpárat ekkor sem használja, mert az ollós).

## Rendszerezésük
Az osztályt az alábbi alosztályokra, öregrendekre és rendekre tagolják:
- Phyllocarida alosztályba 1 élő rend tartozik 
  - †Archaeostraca
  - †Hoplostraca
  - †Canadaspidida
  - pajzsosfejűrákok (Leptostraca)
- Hoplocarida alosztályba 1 rend tartozik
  - sáskarákok (Stomatopoda)
- Eumalacostraca alosztályba 3 öregrend tartozik
  - Syncarida
    - †Palaeocaridacea
    - Bathynellacea
    - Anaspidacea

  - Peracarida
    - Spelaeogriphacea
    - Thermosbaenacea
    - Lophogastrida
    - hasadtlábú rákok (Mysida)
    - Mictacea
    - felemáslábú rákok (Amphipoda)
    - ászkarákok (Isopoda)
    - Tanaidacea
    - Cumacea

  - Eucarida
    - világító rákok (Euphausiacea)
    - Amphionidacea
    - tízlábú rákok (Decapoda)